# Quellensteuer
Quellensteuern sind in der Finanzwissenschaft und in der Steuerlehre im weiteren Sinne eine Steuergruppe, die vom Quellenstaat von Steuerausländern im Rahmen der beschränkten Steuerpflicht direkt von den Einnahmen erhoben werden. Steuerzahler und Steuerschuldner sind dabei nicht identisch.

## Allgemeines
Quellenstaat ist ein Staat, aus dem die steuerpflichtigen Einnahmen (Einkunftsart oder Ertrag) stammen. Im engeren Sinne werden Quellensteuern vom Quellenstaat im Rahmen der beschränkten Steuerpflicht von den Einnahmen ohne Veranlagung durch Steuerabzug einbehalten. In den meisten Staaten werden Quellensteuern im engeren Sinne auf Kapitalerträge (Habenzinsen, Anleihezinsen, Dividenden) oder Lizenzeinnahmen erhoben. Quellensteuern beruhen auf dem Quellenprinzip, wonach eine Steuererhebung am Ort und zur Zeit der Entstehung der steuerpflichtigen Einnahme (Einkunftsart oder Ertrag) stattfindet.
Da der Steuerabzug meist direkt an der Einkommens- oder Ertragsquelle erfolgt, wird synonym auch bei der Abzugsteuer von Quellensteuern gesprochen. Quelle einer Einkunftsart ist beispielsweise der Arbeitgeber (für das Arbeitseinkommen) oder ein Gewerbebetrieb (für den Gewinn), Ertragsquelle sind etwa Kreditinstitute für Habenzinsen oder Emittenten für Kapitalerträge. Diese Quellen haben anstelle des steuerpflichtigen Zahlungsempfängers die Steuern direkt für diesen an das Finanzamt als Steuergläubiger abzuführen.

## Rechtsgrundlagen
Von Quellensteuer ist im deutschen Steuerrecht lediglich in der Überschrift zu § 50h EStG sowie in § 5 Abs. 6 FVG und in Spezialgesetzen wie § 165 Abs. 2 KAGB oder § 20 Abs. 4 REIT-Gesetz die Rede.
Außensteuerrecht
Der Begriff der Quellensteuern tauchte erstmals im Außensteuerrecht auf. Es handelt sich um Steuern, die vom Quellenstaat von Steuerausländern im Rahmen der beschränkten Steuerpflicht direkt vom Ertrag erhoben werden. In Deutschland wurde im März 1965 eine Kuponsteuer eingeführt, die den Zinsertrag inländischer Unternehmensanleihen besteuerte, wenn sich diese im Besitz von Gebietsfremden befanden. Sie war eine typische Quellensteuer und wurde im Dezember 1984 abgeschafft.
Erst im Oktober 1987 entwickelten sich Quellensteuern im engeren Sinne auf Kapitalerträge (Habenzinsen, Anleihezinsen, Dividenden) oder Lizenzeinnahmen.
Im grenzüberschreitenden Kapitalverkehr ist zu beachten, dass es zu einer Doppelbesteuerung kommen kann, wenn die Quellensteuer nicht erstattet oder angerechnet werden kann.
Der Quellenstaat darf Einkünfte aus nichtselbständiger Tätigkeit (von Ausnahmen abgesehen) nur dann besteuern, wenn der Steuerpflichtige die Tätigkeit im Quellenstaat ausübt und sich länger als 183 Tage im Quellenstaat aufhält (Art. 15 Abs. 2 OECD-MA).

## Deutschland
Quellensteuern werden im Wege des Steuerabzugs erhoben. Sie werden für Steuerinländer (unbeschränkt Steuerpflichtige) bei der Einkommensteuerveranlagung oft wie eine Einkommensteuervorauszahlung behandelt. Für Steuerausländer (beschränkt Steuerpflichtige) haben sie meist abgeltende Wirkung.

### Beispiele für inländische Quellensteuern
| Art der Einkünfte                                                                         | Steuerzahler (Quelle)                | Steuerschuldner                                          | Steuerart           | Rechtsgrundlage         |
| ----------------------------------------------------------------------------------------- | ------------------------------------ | -------------------------------------------------------- | ------------------- | ----------------------- |
| Arbeitslohn                                                                               | Arbeitgeber                          | Arbeitnehmer                                             | Lohnsteuer          | § 41a EStG              |
| Aufsichtsratsvergütungen von beschränkt Steuerpflichtigen                                 | Unternehmen (Vergütungsschuldner)    | Aufsichtsratsmitglied (Vergütungsempfänger)              | Aufsichtsratsteuer  | § 50a Abs. 1 Nr. 4 EStG |
| Kapitalerträge                                                                            | Kreditinstitut                       | Anleger (Bankkunde)                                      | Kapitalertragsteuer | § 43 EStG               |
| Gegenleistung für gewerbliche Bauleistungen an Bauunternehmer (Werklohn)                  | Auftraggeber der Bauleistung/Bauherr | Bauunternehmen (Erbringer der Bauleistung)               | Bauabzugsteuer      | § 48 EStG               |
| Honorare für künstlerische, sportliche u. a. Tätigkeiten von beschränkt Steuerpflichtigen | Veranstalter                         | Künstler, Sportler u. a. als beschränkt Steuerpflichtige | Abzugsteuern        | § 50a Abs. 1 Nr. 1 EStG |

### Ausländische Quellensteuern
Im Außensteuerrecht versteht man unter Quellensteuern alle Steuern, die vom Quellenstaat von Steuerausländern im Rahmen der beschränkten Steuerpflicht direkt vom Ertrag erhoben werden.
In Deutschland wird seit 2009 eine einheitliche Abgeltungsteuer von 25 % auf Dividenden und Zinsen erhoben. Das jeweilige Kreditinstitut kann grundsätzlich auf diese Steuer die ausländische Quellensteuer anrechnen.
Erzielt ein Steuerinländer im Ausland Einkommen, das dort einer Quellenbesteuerung unterliegt, so wird die ausländische Steuer unter bestimmten Voraussetzungen auf die deutsche Steuerschuld angerechnet. Besteht zwischen dem ausländischen Staat (Quellenstaat) und Deutschland ein Doppelbesteuerungsabkommen (DBA), dann ist in diesem geregelt, welcher von beiden Staaten in welchem Umfang die Einkünfte besteuern darf. Auch die maximale Höhe der Quellensteuer ist hier festgelegt. Sollte der ausländische Staat keine oder eine niedrigere Quellensteuer erheben als Deutschland, kann nach einigen DBA auch eine fiktive Quellensteuer angerechnet werden.
Es wird kritisiert, dass der deutsche Fiskus unangemessen lange Zeit in Anspruch nehme, bis ein Freistellungsbescheid hinsichtlich der Quellensteuer vorliege. Was früher in sechs Wochen erledigt worden sei, benötige nunmehr im Durchschnitt elf Monate und teilweise bis zu zwei Jahre. Der Börsenverein des Deutschen Buchhandels klagte 2023, dass sich die Situation verschlimmert habe, nachdem die Steuerverwaltung zum 1. Januar 2023 ein digitales Portal eingeführt habe, über das die Anträge abgewickelt werden sollen. Die Onlinebeantragung sei „bürokratisch, kompliziert und aufwendig“.
Um die effektive Besteuerung von Zinserträgen sicherzustellen, galt in den EU-Mitgliedstaaten seit 2003 die EU-Zinsrichtlinie, in Deutschland umgesetzt mit der Zinsinformationsverordnung vom 26. Januar 2004 (§ 45e EStG). Danach sind Kreditinstitute verpflichtet, dem Bundeszentralamt für Steuern (BZSt) Kontrollmitteilungen für die Zinseinkünfte zu übermitteln. Das BZSt tauscht daraufhin diese Daten mit den anderen EU-Mitgliedstaaten aus. Seit Aufhebung der EU-Zinsrichtlinie zum 1. Januar 2016 werden Zins-Informationen nach dem Common Reporting Standard (CRS) international ausgetauscht.

## International
Die Schweiz ist seit Januar 2019 der einzige Staat, in dem die Einkommensteuer nicht direkt vom Arbeitgeber vom Arbeitseinkommen abgezogen wird. Vielmehr müssen Arbeitnehmer eine Steuererklärung abgeben, aufgrund der die Einkommensteuer berechnet wird. Deshalb fließen dem Arbeitnehmer (wenn man von Sozialabgaben absieht) Bruttoeinkommen zu, von denen ein Teil für die spätere Steuerzahlung vom Steuerpflichtigen gespart werden muss. Nur die Einkünfte der Ausländer ohne C-Bewilligung werden als Quellensteuer vom Arbeitgeber einbehalten. Quellensteuerpflichtig sind Personen, die
- ihren steuerrechtlichen Wohnsitz in der Schweiz haben, aber die Niederlassungsbewilligung (Ausweis C) noch nicht besitzen oder
- keinen steuerrechtlichen Wohnsitz in der Schweiz für ihre Einkünfte (Grenzgänger, Wochenaufenthalter, Referenten, Sportler, Künstler etc.) haben.[16]

Nur wenn das Einkommen eine bestimmte Höhe überschreitet, wird für ausländische Arbeitnehmer mit steuerrechtlichem Wohnsitz in der Schweiz eine nachträgliche ordentliche Veranlagung für das gesamte Einkommen und Vermögen durchgeführt. Ansonsten ist die Steuerbelastung definitiv. Dies kann zu Minder-, aber auch erheblichen Mehrbelastungen gegenüber der ordentlichen Veranlagung führen. Auf die nachträgliche ordentliche Veranlagung haben nur Personen mit einem Einkommen von mehr als 120'000 Schweizer Franken Anspruch. Gemäß einem Bundesgerichts-Urteil haben jedoch Quasi-Ansässige, d. h. Personen mit Wohnsitz im Ausland und mindestens 90 Prozent ihres Einkommens aus der Schweiz (und weniger als 120'000 Schweizer Franken Jahreseinkommen, ansonsten hätten sie automatisch Anrecht auf die nachträgliche ordentliche Veranlagung) Anrecht auf eine gleiche Besteuerung wie die in der Schweiz Ansässigen. Wie dies erfolgen soll, ist noch nicht klar, einerseits kann es über die Tarifkorrektur (ohne Anpassung des Gemeindesteuersatzes) erfolgen, andererseits über die nachträgliche ordentliche Veranlagung.
Das deutsch-schweizerische Doppelbesteuerungsabkommen differenziert hinsichtlich der Frage, welchem Staat das Besteuerungsrecht bei grenzüberschreitenden Sachverhalten zusteht, nach den verschiedenen Einkunftsarten.
Die Quellensteuertarife sind in den einzelnen Kantonen unterschiedlich.
Die Schweiz erhebt auch auf Zinsen von deutschen Anlegern mit steuerlichem Wohnsitz in Deutschland regelmäßig eine Quellensteuer in Höhe von 35 % auf grenzüberschreitende Zinszahlungen. An Stelle des automatisierten Auskunftsaustausches machen Schweizer Banken dem deutschen Finanzamt grundsätzlich aber keine Angaben über personenbezogene Daten und Kapitalerträge, sondern behalten anonym 35 % Quellensteuer ein und überweisen sie an die deutschen Finanzbehörden. Nur wenn der Steuerpflichtige die Schweizer Bank ermächtigt, die Daten über die Schweizer Erträge an das deutsche Finanzamt zu senden, wird keine Quellensteuer von der Schweizer Bank einbehalten. Der deutsche Anleger bekommt dann seine Erträge vollständig ohne die Vornahme des Abzugs der 35%igen Quellensteuer ausbezahlt, muss sie aber in Deutschland versteuern. Der deutsche Anleger kann auch in seiner Einkommensteuererklärung die im Ausland bezahlte Quellensteuer angeben, die dann auf seine inländische Einkommensteuer angerechnet wird.
Für bestimmte Kapitalerträge behalten die Schweizer Banken anstelle der Quellensteuer 35 % als so genannte Verrechnungssteuer ein. Diese verbleibt bei den Schweizer Finanzbehörden. Sie kann nicht über die deutsche Einkommensteuererklärung angerechnet, aber unter bestimmten Voraussetzungen von der Schweiz erstattet werden.
In Österreich sind die Lohnsteuer und die Kapitalertragsteuer ebenfalls als Quellensteuer ausgestaltet.

## Abgrenzungen
Mit Quellensteuern werden Steuerarten bezeichnet, bei denen sich der Steuergläubiger des Quellenabzugsverfahrens bedient. Abzugsteuern und Quellensteuern werden von einem Teil der Fachliteratur als Synonyme betrachtet. Der Begriff der Quellensteuer ist ein Terminus technicus allein des internationalen Steuerrechts, während die deutschen Steuergesetze traditionell den Begriff der Abzugsteuer benutzen.